# Hartapu

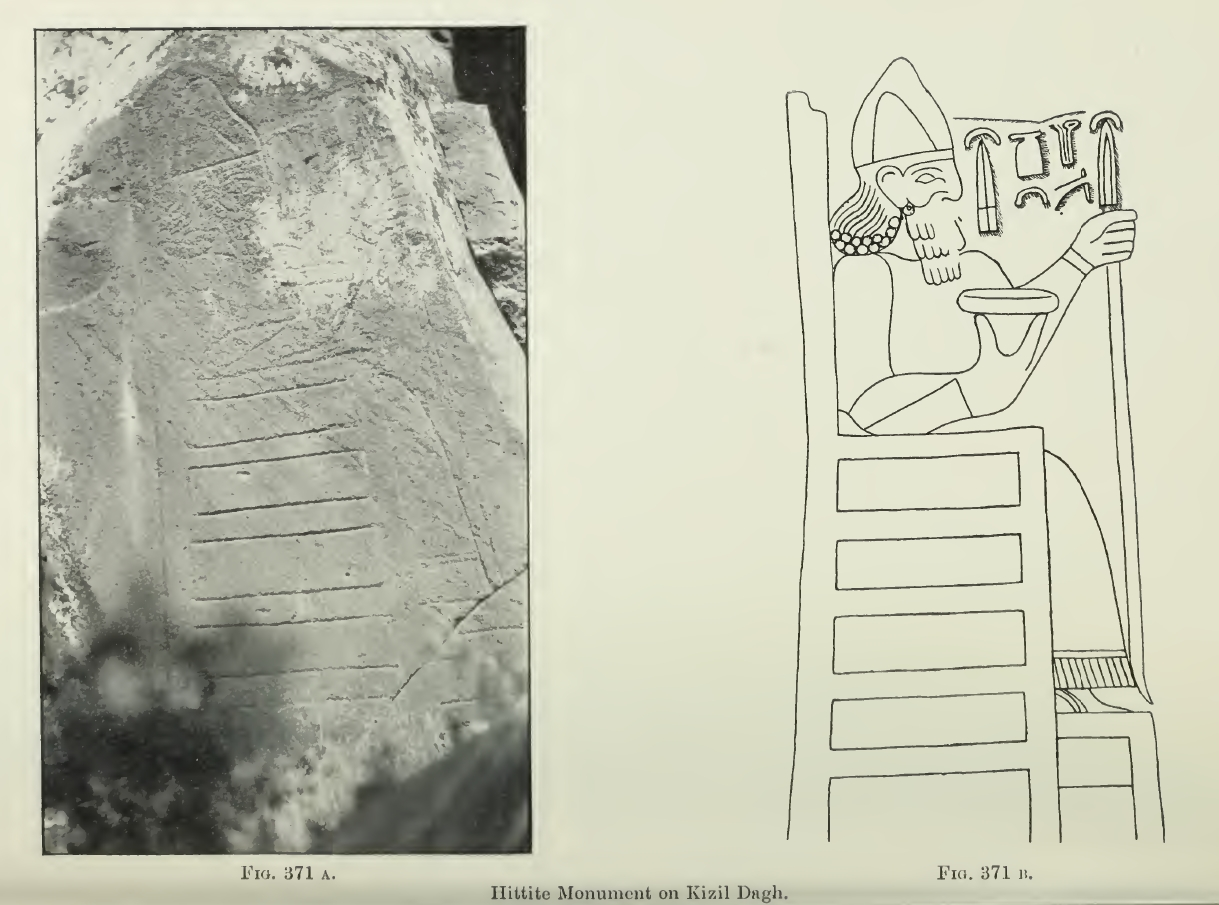
Felsrelief von Kızıldağ mit Darstellung von Hartapu

Hartapu, Sohn des Mursili, war ein späthethitischer König. Seine Inschriften in hieroglyphenluwischer Schrift sind aus Karadağ, Kızıldağ bei Karaman und Burunkaya bei Aksaray sowie Türkmen-Karahöyük bekannt. Letzteres dürfte die Hauptstadt von Hartapu gewesen sein.  Hartapu nennt sich in den Inschriften Großkönig und bezeichnet sich als Sohn des Mursili.
Die 2019 in der Nähe des Siedlungshügels Türkmen-Karahöyuk, etwa 50 km südwestlich von Konya, in einem Kanal entdeckte Inschrift kann eindeutig ins 8. Jahrhundert v. Chr. datiert werden und wurde im Auftrag des Hartapu, Sohn des Mursili, verfasst, der das Land Muska (Phrygien) erobert hatte. Zudem unterwarf er dreizehn Könige.

## Datierung
Bis zum Zeitpunkt der Veröffentlichung der Inschrift von Türkmen-Karahöyük im Jahre 2020 war die zeitliche Einordnung von Hartapu umstritten. Zudem wurde eine Gleichsetzung seines Vaters mit dem hethitischen König Muršili III. erwogen. John David Hawkins nahm an, dass Hartapu ein Nachkomme des Kurunta von Tarḫuntašša war und nach der Auflassung von Ḫattuša den königlichen Titel beanspruchte, ähnlich wie der Herrscher Kuzi-Teššub von Karkemiš im Osten, dessen Zeitgenosse er demnach war. Tuwati II. von Tabal und sein Sohn Wasusarma im 8. Jahrhundert könnten seine Nachkommen sein.
Nach Goedegebuure et al., die die Türkmen-Karahöyük-Inschrift als erste publizierten, weisen alle Hartapu-Inschriften zwar stark archaische Züge auf, können aber eindeutig ins 8. Jahrhundert v. Chr. datiert werden, sowohl paläographisch wie sprachlich. Auffallend an der Türkmen-Karahöyük-Inschrift ist, dass der Großkönig sich einmal Hartapu und einmal Kartapu nennt, ein Hinweis auf einen jungen Lautwandel, wonach beide Laute zusammenfielen.
Da die assyrischen Quellen Hartapu nicht nennen, dürfte er im frühen 8. Jahrhundert gelebt haben, also bevor Tiglatpilesar III. als erster assyrischer Herrscher das Land Tabal nennt. Auch die Eroberung von Muska (Phrygien) würde gut in diese Zeit passen, da der in assyrischen Quellen der zweiten Hälfte des 8. Jahrhunderts v. Chr. bezeugte Mita von Muska (Midas von Phrygien) wohl zu mächtig war.